# حد ادینگتون
حدّ ادینگتون (به انگلیسی: Eddington limit) جایی است که با فرض تعادل آب‌ایستادی و تقارن گوی‌سان در ستاره، نیروی درون‌گرای گرانش هم‌اندازهٔ نیروی برون‌گرای پیوستار تابشی می‌شود. اگر درخشندگی ستاره (که با جرم ارتباط راست دارد) از حد فراتر رود، بادهای اختری بسیار سنگینِ پیوستار رانشی از لایه‌های بیرونی‌اش وزیدن می‌گیرد. پس مهترین اختران تابندگی‌ای بسیار کم از تابندگی ادینگتون دارند و بادهایشان با جذب خطی کمتر می‌وزد.

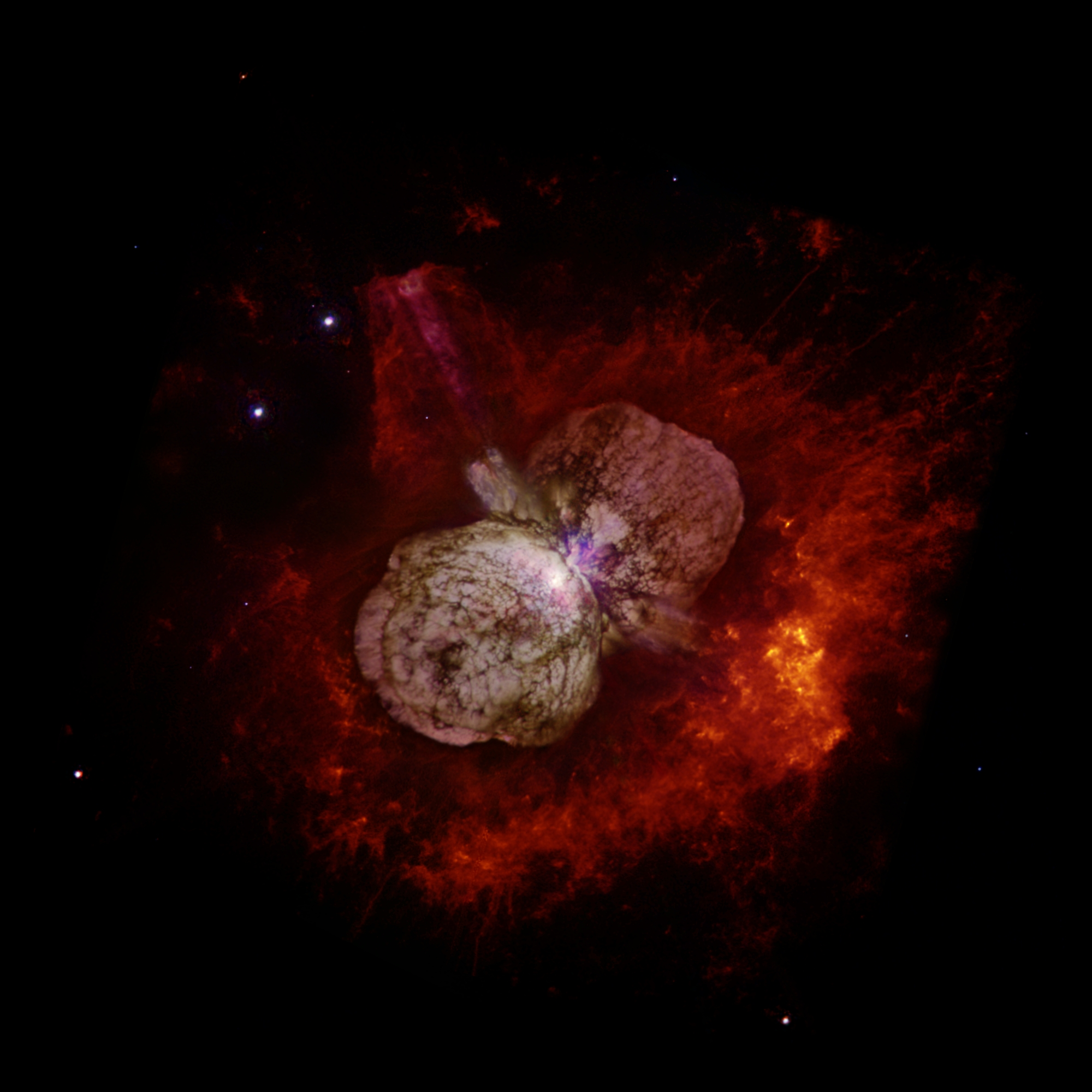
میغ ناشی از ترکیدن ستارهٔ اتا شاه‌تخته که به‌احتمال درپی درخشندگی بیش از حد ادینگتون بوده‌است

## رابطه
رابطه با برابر گذاشتن فشار برون‌سوی پیوستار تابشی با نیروی درون‌سوی گرانش به دست می‌آید. هر دو نیرو به نسبت وارون مربع می‌کاهد، پس می‌رسیم به این که جریان آب‌پویشی در سراسر ستاره متفاوت است.
فشار ستاره از معادلهٔ تعادل هیدرواستاتیکی به دست می‌آید:
{\displaystyle {\frac {dP}{dr}}=-\rho g=-G{\frac {M\rho }{r^{2}}}}
فشار برون‌گرای تابشی (Frad)نیز برابر است با:
{\displaystyle {\frac {dP}{dr}}=-{\frac {\kappa \rho }{c}}F_{rad}=-{\frac {\sigma _{T}\rho }{m_{p}c}}{\frac {L}{4\pi r^{2}}}}
σT (زیگما ت) پراکندگی تامسون میانگین الکترن و گازی است که به‌کل یونیده می‌انگاریم. κ (کاپا) نیز کدری ماده‌های ستاره‌ای است.
برابری این دو مقدار این معادله را به دست می‌دهد:
{\displaystyle {\begin{aligned}L_{\rm {Edd}}&={\frac {4\pi GMm_{\rm {p}}c}{\sigma _{\rm {T}}}}\\&\cong 1.38\times 10^{31}\left({\frac {M}{M_{\bigodot }}}\right){\rm {W}}=3.3\times 10^{4}\left({\frac {M}{M_{\bigodot }}}\right)L_{\bigodot }\end{aligned}}}
که M جرم مرکزی، M☉ جرم خورشید، L☉ توان تابشی اوست. mp هم جرم پرتون می‌باشد.
| نماد | مقدار                            |
| ---- | -------------------------------- |
| P    | فشار                             |
| r    | شعاع                             |
| ρ    | چگالی                            |
| g    | شتاب گرانشی                      |
| G    | ثابت گرانش                       |
| M    | جرم                              |
| κ    | کدری                             |
| c    | سرعت نور                         |
| Frad | نیروی تابش                       |
| σT   | پراکندگی تامسون                  |
| mp   | جرم پرتون                        |
| L    | درخشندگی (تابندگی یا توان تابشی) |
| ☉    | نماد خورشید                      |

## پی‌نوشت و منبع‌ها
1. ↑  continuum
2. 1 2 3  luminosity
3. ↑  hydrodynamic flow
4. ↑  opacity